# Rasso (Vorname)
Rasso ist ein männlicher Vorname.

## Namensträger
- Rasso, auch Graf Rasso, legendärer Adliger und Klostergründer
- Franz-Rasso Böck (* 1957), deutscher Historiker und Archivar
- Januarius Johann Rasso Zick (1730–1797), Maler, siehe Januarius Zick